# Mihály Babits
Dans le nom hongrois Babits Mihály, le nom de famille précède le prénom, mais cet article utilise l’ordre habituel en français Mihály Babits, où le prénom précède le nom.
Mihály Babits, né à Szekszárd le 26 novembre 1883 et mort à Budapest le 4 août 1941, est un poète, romancier, essayiste et traducteur hongrois, membre de la première génération de la revue Nyugat.

## Biographie
Né  à Szekszárd, une de ses amies d'enfance est la danseuse et chorégraphe Valéria Dienes.
De 1901 à 1905, Mihály Babits fait des études de philologie hongroise, française et latine à l'Université de Budapest et s'intéresse particulièrement à la philosophie de Schopenhauer et de Nietzsche, ainsi qu'à celle de son professeur László Négyesi. 
Ses études terminées, il travaille comme enseignant à Szeged (1906-1908), Újpest (1911) et Budapest (1912-1918), puis comme traducteur et rédacteur à la revue Nyugat (1916) ; il  se retrouve avec des contemporains, tel Dezső Kosztolányi, au centre de la vie littéraire de la capitale. En 1919, lors de la République des Conseils en Hongrie, il obtient un poste de professeur à l'Université de Budapest qui lui sera retiré après l'échec des Conseils.
Babits fut l'un des plus importants traducteurs littéraires en Hongrie. Il traduisit entre autres Sophocle, Goethe, Shakespeare, Wilde et Baudelaire. Son œuvre la plus remarquable fut la transposition de la Divine Comédie de Dante en hongrois.
En 1921, il épouse Ilona Tanner, qui publia plus tard des poèmes sous le pseudonyme de Sophie Török. En 1923, Babits s'installe à Esztergom et en 1927 devient membre de la société Kisfaludy. En 1937, il est atteint d'un cancer de la gorge dont il décèdera en 1941. Avec sa mort prend fin l'époque de Nyugat dans la littérature hongroise.

## Œuvre
Sa poésie joue sur une grande variété stylistique. Ses thèmes poétiques s'inspirent notamment de l'Antiquité et des poètes lyriques anglais, comme dans le Livre de Jonas.
Il sait aussi s'écarter de l'expressionnisme lorsque des événements l'affectent en profondeur, ainsi dans le poème Rákospalotán 23.Május (23 mai à Rákospalota) portant sur la répression sanglante d'une manifestation de travailleurs en 1912. On retrouve cette même tonalité dans ses poèmes sur la Première Guerre mondiale. Babits était foncièrement pacifiste.
Dans son œuvre, l'inclination au catholicisme joue un rôle important qui fut particulièrement sensible après la Première Guerre mondiale. Les dernières années de sa vie, pacifisme et catholicisme se sont rejoints dans une attitude humaniste. Babits perçoit sa responsabilité et sa mission en tant que poète comme un avertissement, un rôle prophétique (« car qui se tait parmi les coupables se rend complice »).
Il est également l'auteur de romans psychologiques, parmi lesquels Calife-cigogne et Le fils de Virgil Timar sont les plus connus.
À Szekszárd, un musée lui fut consacré dans sa maison natale. Sa ville d'origine lui érigea également deux monuments.

### Liste d’œuvres
Recueils de poèmes
- Levelek Iris koszorújából, 1909 (Feuilles de la couronne d'Iris,)
- Herceg, hátha megjön a tél is! 1911 (Prince, et si l'hiver arrive !)
- Recitatív, 1916 (Récitatif)
- Nyugtalanság völgye, 1920 (La vallée de l'inquiétude)
- Sziget és tenger, 1925 (Île et mer)
- Az istenek halnak, az ember él, 1929 (Les dieux meurent, l'homme vit)
- Versenyt az esztendőkkel!, 1933 (Course avec les années)
- Jónás könyve, poème lyrique en vers, 1940 (Le livre de Jonas, trad. par Nicolas Abraham)

Romans
- A gólyakalifa, 1916 (Calife-cigogne, trad. par Laurence Leuilly, Tamás Szende)
- Karácsonyi Madonna, 1920 (La Madone de Noël)
- Timár Virgil fia, 1922 (Le fils de Virgil Timar, trad. par Aurélien Sauvageot)
- Kártyavár, 1923 (Château de cartes)
- Halálfiai, 1927 (Les Fils de la mort)
- Elza pilóta vagy a tökéletes társadalom, 1933 (Elsa, pilote, ou la société parfaite)

Essais
- Irodalmi problémák, 1917 (Problèmes de littérature)
- Az európai irodalom története, 1941 (Histoire de la littérature européenne)

## Honneur
L'astéroïde (202790) Babits est nommé en son honneur.